# 普吕奈-卡斯罗
普吕奈-卡斯罗（法語：Prunay-Cassereau，法語發音：[pʁynɛ kasʁo]）是法国卢瓦-谢尔省的一个市镇，位于该省西部，和安德尔-卢瓦尔省接壤，属于旺多姆区。

## 地理
普吕奈-卡斯罗（47°41'43"N, 0°55'16"E）面积32.85 平方千米，位于法国中央-卢瓦尔河谷大区卢瓦-谢尔省，该省份为法国中北部省份，北起厄尔-卢瓦省，东北接卢瓦雷省，东南接谢尔省，南至安德尔省，西南接安德尔-卢瓦尔省，西北接萨尔特省。
与普吕奈-卡斯罗接壤的市镇（或旧市镇、城区）包括：蒙托东、昂布卢瓦、欧通、拉瓦尔丹、圣阿芒-隆普雷、圣阿尔努、萨尼耶尔。

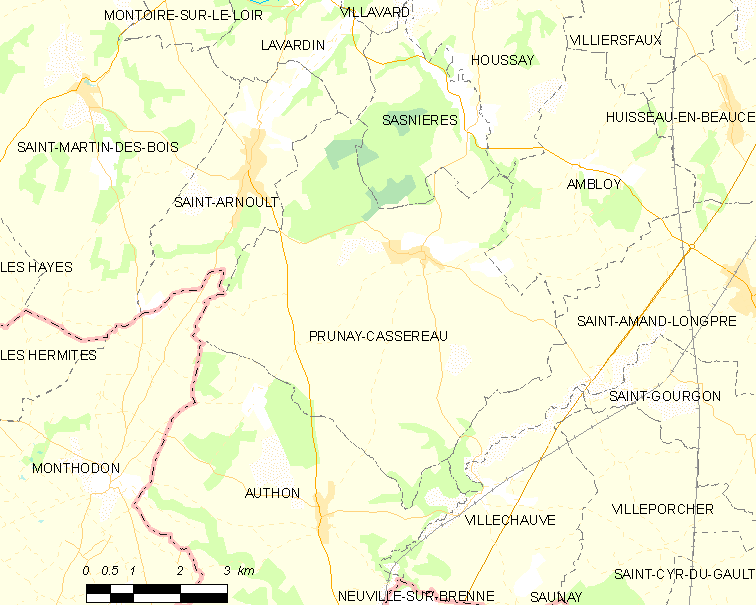
普吕奈-卡斯罗的OSM定位图

普吕奈-卡斯罗的时区为UTC+01:00、UTC+02:00（夏令时）。

## 行政
普吕奈-卡斯罗的邮政编码为41310，INSEE市镇编码为41184。

## 政治
普吕奈-卡斯罗所属的省级选区为卢瓦河畔蒙图瓦尔县。

## 人口

1962-2008年间普吕奈-卡斯罗人口变化图示

普吕奈-卡斯罗于2022年1月1日时的人口数量为587人。